# Malek Baayou
Malek Baayou (arabe : مالك بعيو) ou Malek Beaoui, né le 29 avril 1999 à Sousse, est un footballeur international tunisien. Il évolue au poste de milieu défensif.

## Biographie

### En club
Il participe avec l'Étoile sportive du Sahel, à la Ligue des champions de la CAF, à la coupe de la confédération et à la Supercoupe de la CAF.
En janvier 2019, il est élu meilleur joueur du mois en Ligue I tunisienne.

### En équipe nationale
Il joue son premier match en équipe de Tunisie le 21 septembre 2019, contre la Libye. Ce match gagné 1-0 rentre dans le cadre des éliminatoires du championnat d'Afrique des nations 2020.

## Palmarès
Étoile sportive du Sahel
- Coupe de Tunisie
  - Finaliste : 2019
- Coupe arabe des clubs champions (1)
  - Champion : 2019